# Conventional Weapons
 (septembre 2017).
Si vous disposez d'ouvrages ou d'articles de référence ou si vous connaissez des sites web de qualité traitant du thème abordé ici, merci de compléter l'article en donnant les références utiles à sa vérifiabilité et en les liant à la section « Notes et références ».
Albums de My Chemical Romance
Danger Days: The True Lives of the Fabulous Killjoys
(2010) May Death Never Stop You
(2014)
Conventional Weapons est une compilation réunissant des singles du groupe de rock alternatif américain My Chemical Romance, sortie en 2013.

## Présentation

### Réalisation
Cette compilation, composée de 10 chansons inédites présentées en une série de cinq vinyles de deux singles chacun, est annoncée par Frank Iero, membre du groupe, le 14 septembre 2012, sur le site officiel du groupe. Chaque single est réalisé et diffusé une fois par mois entre octobre 2012 et février 2013,.
Les morceaux sont enregistrés par le groupe en 2009, pendant qu'il réalise son 4e album studio dont les titres devaient faire partie. Cependant, ces sessions d"enregistrement n'ont pas été retenues puisque le groupe décide de prendre un nouveau départ en recommençant tout l'album, qui verra le jour sous le nom de Danger Days: The True Lives of the Fabulous Killjoys.

### Diffusion
Chaque single est disponible, individuellement, sur support physique (vinyle uniquement) ou numérique. Conventional Weapons peut donc être téléchargé sur iTunes ou Amazon et visionné sur YouTube. Il est, également, proposé en un coffret regroupant les 5 vinyles, en édition limitée, en pré-commande via la boutique en ligne officielle de My Chemical Romance.
Chaque vinyle est pressé dans une couleur différente et est emballé dans une pochette carton avec une image représentant, pour chaque, un type d'arme conventionnelle (en anglais : conventional weapon).
Le cinquième disque et le coffret sont expédiés avec une boîte pour abriter les cinq opus individuels et une affiche d'armes exclusive.

### Historique de sortie
| Titre        | Date de sortie   | Format           | Label           | Couleur du vinyle  | Pochette (arme représentée) | références                  |
| ------------ | ---------------- | ---------------- | --------------- | ------------------ | --------------------------- | --------------------------- |
| Number One   | 30 octobre 2012  | Vinyle 7" single | Reprise Records | Transparent orange | Revolver                    | Vinyle - Digital - Officiel |
| Number Two   | 23 novembre 2012 | Vinyle 7" single | Reprise Records | Transparent rouge  | Couteau                     | Vinyle - Digital - Officiel |
| Number Three | 18 décembre 2012 | Vinyle 7" single | Reprise Records | Transparent bleu   | Fusil d'assaut              | Vinyle - Digital - Officiel |
| Number Four  | 8 janvier 2013   | Vinyle 7" single | Reprise Records | Transparent vert   | Hâches                      | Vinyle - Digital - Officiel |
| Number Five  | 5 février 2013   | Vinyle 7" single | Reprise Records | Opaque blanc       | Grenade                     | Vinyle - Digital - Officiel |

## Liste des titres
Toutes les chansons sont écrites et composées par Gerard Way, Ray Toro, Frank Iero, Mikey Way et Bob Bryar.
| Number One | Number One       | Number One | Number One | Number One | Number One | Number One | Number One | Number One | Number One |
| No         | Titre            | Durée      |            |            |            |            |            |            |            |
| ---------- | ---------------- | ---------- | ---------- | ---------- | ---------- | ---------- | ---------- | ---------- | ---------- |
| A.         | Boy Division     | 2:55       |            |            |            |            |            |            |            |
| B.         | Tomorrow's Money | 3:16       |            |            |            |            |            |            |            |
| 6:13       |                  |            |            |            |            |            |            |            |            |

| Number Two | Number Two | Number Two | Number Two | Number Two | Number Two | Number Two | Number Two | Number Two | Number Two |
| No         | Titre      | Durée      |            |            |            |            |            |            |            |
| ---------- | ---------- | ---------- | ---------- | ---------- | ---------- | ---------- | ---------- | ---------- | ---------- |
| A.         | AMBULANCE  | 3:52       |            |            |            |            |            |            |            |
| B.         | Gun.       | 3:39       |            |            |            |            |            |            |            |
| 7:45       |            |            |            |            |            |            |            |            |            |

| Number Three | Number Three               | Number Three | Number Three | Number Three | Number Three | Number Three | Number Three | Number Three | Number Three |
| No           | Titre                      | Durée        |              |              |              |              |              |              |              |
| ------------ | -------------------------- | ------------ | ------------ | ------------ | ------------ | ------------ | ------------ | ------------ | ------------ |
| A.           | The World Is Ugly          | 4:54         |              |              |              |              |              |              |              |
| B.           | The Light Behind Your Eyes | 5:12         |              |              |              |              |              |              |              |
| 10:06        |                            |              |              |              |              |              |              |              |              |

| Number Four | Number Four   | Number Four | Number Four | Number Four | Number Four | Number Four | Number Four | Number Four | Number Four |
| No          | Titre         | Durée       |             |             |             |             |             |             |             |
| ----------- | ------------- | ----------- | ----------- | ----------- | ----------- | ----------- | ----------- | ----------- | ----------- |
| A.          | Kiss The Ring | 3:09        |             |             |             |             |             |             |             |
| B.          | Make Room!!!! | 3:42        |             |             |             |             |             |             |             |
| 6:51        |               |             |             |             |             |             |             |             |             |

| Number Five | Number Five         | Number Five | Number Five | Number Five | Number Five | Number Five | Number Five | Number Five | Number Five |
| No          | Titre               | Durée       |             |             |             |             |             |             |             |
| ----------- | ------------------- | ----------- | ----------- | ----------- | ----------- | ----------- | ----------- | ----------- | ----------- |
| A.          | Surrender the Night | 3:27        |             |             |             |             |             |             |             |
| B.          | Burn Bright         | 4:17        |             |             |             |             |             |             |             |
| 7:44        |                     |             |             |             |             |             |             |             |             |

## Crédits
| - Bob Bryar : batterie - Frank Iero : guitare rythmique, chœurs - Gerard Way : chant - Ray Toro : guitare lead, chœurs - Mikey Way : basse | - Production : Brendan O'Brien - Mixage : Rich Costey - Artwork, Design : Matt "Varnish" Taylor (pour Varnish Studio Inc) |